# Лангър
Ла̀нгър (на френски: Langres) е град в Североизточна Франция, департамент От Марн на регион Гранд Ест. В древността е столица на галското племе лингони, а през Средновековието е център на епархия. Обхващаща части от Шампан, Бургундия и Франш Конте. Населението му е 8761 души (2006).

## Личности
Родени
- Дени Дидро (1757-1784), френски философ и писател